# Le Courrier du Canada
Le Courrier du Canada était un journal ultramontain fondé à Québec par la société de Stanislas Drapeau en 1857 et qui a cessé ses activités le 11 avril 1901.

## Histoire
Le Journal de Québec existait depuis 1842, mais son propriétaire, Joseph-Édouard Cauchon, a rejoint en 1855 le gouvernement de tendance un peu trop libérale MacNab-Taché, ce qui déplu au clergé. D'ailleurs, l'Église cherchait un moyen riposter au journal libéral radical Le Pays publié depuis Montréal. C'est ainsi que les évêques de la province se sont réunis en 1854 pour décider que verrait le jour un journal généraliste et catholique édité à partir de Québec.
Le Courrier du Canada est publié pour la première fois le 2 février 1857. Ses premiers rédacteurs directeurs étaient Joseph-Charles Taché et Hector-Louis Langevin, mais d'autres contributeurs conservateurs vont aussi être impliqués, tels que Stanislas Drapeau, Alfred Garneau, Ernest Gagnon, Narcisse-Eutrope Dionne,. Pour l'historien Robert Rumilly, ce journal se devait d'ailleurs d'être « l'organe de Langevin ». Celui-ci, qui ne s'exprimait que sur la politique, démissionne dès le 1er juillet 1857, puis Tâché quitte la direction en 1859.
L'imprimeur Jean-Docile Brousseau en est le propriétaire depuis 1858. Il vend le journal à son frère Léger Brousseau en 1872 puis ce dernier congédie l'éditeur en chef Guillaume Amyot en 1875. À cette époque, le journal est au sommet de sa prospérité : il a un bon réseau d’agents d’abonnements, de correspondants et de lecteurs jusqu’aux États-Unis, mais refuse de modifier son apparence et son format.
En 1882, son propriétaire lance une publication sœur destinée au monde rural, Le Journal des campagnes, avec Thomas Chapais comme éditeur en chef. Chapais deviendra d'ailleurs éditeur en chef du Courrier du Canada de 1884 jusqu'à la fin de la publication en 1901, et il devient même le nouveau propriétaire dès 1890. À la fin du XIXe siècle, plusieurs journaux existent à Québec et certains géants vont tomber : Le Canadien (1806-1893), Le Journal de Québec (1842-1889), le Quebec Daily Mercury (1805-1903). Le Courrier du Canada et le Journal des campagnes n'échappent pas à ce sort, ne s'étant pas adaptés aux nouveaux goûts des consommateurs, comme les pages abondamment illustrées et un contenu tourné vers le sensationnalisme.

## Contenu
On y retrouvait principalement des idées politiques conservatrices, surtout sur le plan religieux, en prônant les valeurs catholiques ultramontaines. L’ultramontanisme est un courant de pensée de l’Église catholique qui prône l’autorité du pape autant sur la vie spirituelle que sur la vie publique. Ainsi, le Courrier du Canada valorisait l’intervention de l’Église dans les activités de l’État.
Les idées véhiculées sont caractérisées par le centre-droit, la défense de la liberté de l'Église et les « grands intérêts de la nationalité canadienne ». Le journal traitait de toutes sortes de sujets, y compris la politique internationale. Son organisation était réputée proche de l'archidiocèse de Québec, qui contribue d'ailleurs à son financement.
Les contributeurs du Courrier du Canada interprétaient généralement les évènements en fonction de la mission catholique , la liberté de l'Église et l'actualité internationale selon les « intérêts canadiens ».
Avec le temps, il affiche un soutien fidèle aux partis dits conservateurs, dont le Parti bleu canadien-français et le Parti libéral-conservateur du Canada, alors qu'il se déclarait initialement neutre. En parallèle, ses rédacteurs, particulièrement Taché, se résignent à supporter le projet de confédération qui prenait alors naissance : « la moins mauvaises des choses dans un bien mauvais monde » (24 mars 1865).